# Новопластуновская
Новопласту́новская — станица в Павловском районе Краснодарского края.
Административный центр Новопластуновского сельского поселения.

## География
Станица расположена на берегах речки Челбас (бассейн Азовского моря), в 16 км юго-западнее районного центра — станицы Павловской, где расположена ближайшая железнодорожная станция.

## История
Хутор Новопластуновский был основан в 1904 году.
В 1913 году был переименован в хутор Бабычевский (в честь генерала Павла Денисовича Бабыча). 14 февраля 1915 года хутор был преобразован в станицу Бабычевскую. В 1923 году станица была переименована в Новопластуновскую.

## Население
| 2002 | 2010  |
| ---- | ----- |
| 2345 | ↘2290 |